# Mike Green
Michael David Green (* 12. října 1985, Calgary, Alberta, Kanada) je bývalý kanadský hokejový obránce, který odehrál téměř 900 utkání v severoamerické lize NHL. Pět sezón hrál za tým Detroit Red Wings, deset za Washington Capitals, který ho v roce 2004 jako 29. hráče v pořadí draftoval.

## Klubová kariéra

### Washington Capitals
V roce 2004 si jej při draftu NHL v prvním kole jako celkově 29. hráče v pořadí vybral tým Washington Capitals. V následující sezóně však v NHL proběhla nechvalně známá výluka, jejímž následkem bylo zrušení celého ročníku, takže Mike si svůj debut v NHL prožil až v sezóně 2005/06. Ve svých prvních dvou sezónách v NHL Green příliš nezářil a pohyboval se na hraně sestavy Capitals. Vše se ale změnilo v ročníku 2007/08, kdy odehrál všech 82 zápasů základní části a připsal si v nich na obránce skvělých 52 kanadských bodů. Zářil navíc i v play off, kde nastoupil do všech sedmi zápasů prvního kola a udržel si průměr jednoho bodu na zápas. Ani to ovšem nezabránilo vyřazení Washingtonu a Green pak jel reprezentovat Kanadu na mistrovství světa, ze kterého si odvezl stříbrnou medaili. V dalších několika sezónách pak vždy potvrzoval roli jednoho z tahounů Washingtonu a týmu byl užitečný hlavně v přesilovkách. V play off však jeho tým nikdy žádný výrazný úspěch nezaznamenal. Pokaždé skončil v prvním či ve druhém kole a nebo se do vyřazovacích bojů vůbec nedostal. V červenci 2015 mu s Capitals skončila smlouva a on se rozhodl novou nepodepsat vyzkoušet si trh s volnými hráči.

### Detroit Red Wings
O Greena byl na trhu velký zájem a smlouvu mu nabízelo mnoho týmů. On si nakonec ze všech nabídek vybral tu od Detroit Red Wings a 1. července 2015 s nimi podepsal tříletý kontrakt s celkovým výdělkem 18 miliónů USD. Jeho roční plat tedy činí 6 miliónů USD. Zajímavé je, že volbu v draftu, kterou Capitals v roce 2004 použili na zisk Greena, předtím získali výměnou právě od Red Wings. Během sezóny 2019/20, byl vyměněn do Edmontonu Oilers. V druhém utkání za Oilers si poranil koleno, zbytek sezóny, poznamenané pandemií koronaviru, nedohrál a v srpnu oznámil konec hráčské kariéry.

## Individuální úspěchy
- 2005 - 1. All-Star Team WHL (East) (Saskatoon Blades)
- 2006 - AHL All-Rookie Team (Hershey Bears)
- 2007 - účastnil se NHL YoungStars Game (Washington Capitals)
- 2008 - All-Star Tým na MS (Kanada)
- 2009 a 2010 - 1. All-Star Team NHL (Washington Capitals)
- 2011 - účastnil se NHL All-Star Game. (Staal Team)
- 2013 - Nejlepší střelec mezi obránci NHL. (Washington Capitals)

## Týmové úspěchy
- 2003 - Zlato na Mistrovství světa do 18 let (Kanada)
- 2006 - Calder Cup (Hershey Bears)
- 2006 a 2007 - Richard F. Canning Trophy (Hershey Bears)
- 2007 - Macgregor Kilpatrick Trophy (Hershey Bears)
- 2007 - Frank Mathers Trophy (Hershey Bears)
- 2007 - F. G. "Teddy" Oke Trophy (Hershey Bears)
- 2008 - Stříbro na Mistrovství světa (Kanada)
- 2010 - Presidents' Trophy (Washington Capitals)

## Klubové statistiky
| Sezona     | Klub                | Soutěž     | Základní část | Základní část | Základní část | Základní část | Základní část | Play off | Play off | Play off | Play off | Play off |
| Sezona     | Klub                | Soutěž     | Z             | G             | A             | B             | TM            | Z        | G        | A        | B        | TM       |
| ---------- | ------------------- | ---------- | ------------- | ------------- | ------------- | ------------- | ------------- | -------- | -------- | -------- | -------- | -------- |
| 2000–01    | Calgary North Stars | AMHL       | 36            | 4             | 23            | 27            | 34            | —        | —        | —        | —        | —        |
| 2000–01    | Saskatoon Blades    | WHL        | 7             | 0             | 2             | 2             | 0             | —        | —        | —        | —        | —        |
| 2001–02    | Saskatoon Blades    | WHL        | 62            | 3             | 20            | 23            | 57            | 7        | 0        | 1        | 1        | 2        |
| 2002–03    | Saskatoon Blades    | WHL        | 72            | 6             | 36            | 42            | 70            | 6        | 0        | 2        | 2        | 6        |
| 2003–04    | Saskatoon Blades    | WHL        | 59            | 14            | 25            | 39            | 92            | —        | —        | —        | —        | —        |
| 2004–05    | Saskatoon Blades    | WHL        | 67            | 14            | 52            | 66            | 105           | 4        | 0        | 0        | 0        | 6        |
| 2005–06    | Hershey Bears       | AHL        | 56            | 9             | 34            | 43            | 79            | 21       | 3        | 15       | 18       | 30       |
| 2005–06    | Washington Capitals | NHL        | 22            | 1             | 2             | 3             | 18            | —        | —        | —        | —        | —        |
| 2006–07    | Hershey Bears       | AHL        | 12            | 3             | 5             | 8             | 26            | 19       | 7        | 9        | 16       | 38       |
| 2006–07    | Washington Capitals | NHL        | 70            | 2             | 10            | 12            | 36            | —        | —        | —        | —        | —        |
| 2007–08    | Washington Capitals | NHL        | 82            | 18            | 38            | 56            | 62            | 7        | 3        | 4        | 7        | 15       |
| 2008–09    | Washington Capitals | NHL        | 68            | 31            | 42            | 73            | 68            | 14       | 1        | 8        | 9        | 12       |
| 2009–10    | Washington Capitals | NHL        | 75            | 19            | 57            | 76            | 54            | 7        | 0        | 3        | 3        | 12       |
| 2010–11    | Washington Capitals | NHL        | 49            | 8             | 16            | 24            | 48            | 8        | 1        | 5        | 6        | 8        |
| 2011–12    | Washington Capitals | NHL        | 32            | 3             | 4             | 7             | 12            | 14       | 2        | 2        | 4        | 10       |
| 2012–13    | Washington Capitals | NHL        | 35            | 12            | 14            | 26            | 20            | 7        | 2        | 2        | 4        | 4        |
| 2013–14    | Washington Capitals | NHL        | 70            | 9             | 29            | 38            | 64            | —        | —        | —        | —        | —        |
| 2014–15    | Washington Capitals | NHL        | 72            | 10            | 35            | 45            | 34            | 14       | 0        | 2        | 2        | 14       |
| 2015–16    | Detroit Red Wings   | NHL        | 74            | 7             | 28            | 35            | 38            | 5        | 1        | 1        | 2        | 10       |
| 2016–17    | Detroit Red Wings   | NHL        | 72            | 14            | 22            | 36            | 40            | —        | —        | —        | —        | —        |
| 2017/18    | Detroit Red Wings   | NHL        | 66            | 8             | 25            | 33            | 38            | —        | —        | —        | —        | —        |
| 2018/19    | Detroit Red Wings   | NHL        | 43            | 5             | 21            | 26            | 28            | —        | —        | —        | —        | —        |
| 2019/20    | Detroit Red Wings   | NHL        | 48            | 3             | 8             | 11            | 32            | —        | —        | —        | —        | —        |
| 2019/20    | Edmonton Oilers     | NHL        | 2             | 0             | 0             | 0             | 0             | —        | —        | —        | —        | —        |
| NHL celkem | NHL celkem          | NHL celkem | 880           | 150           | 351           | 501           | 592           | 76       | 10       | 27       | 37       | 85       |
| AHL celkem | AHL celkem          | AHL celkem | 68            | 12            | 39            | 51            | 105           | 40       | 10       | 24       | 34       | 68       |

### Reprezentační statistiky
| 2003                   | Kanada                 | MS 18'                 | 7 | 0 | 0 | 0  | 2 |
| 2008                   | Kanada                 | MS                     | 9 | 4 | 8 | 12 | 2 |
| Reprezentace do 18 let | Reprezentace do 18 let | Reprezentace do 18 let | 7 | 0 | 0 | 0  | 2 |
| Seniorská reprezentace | Seniorská reprezentace | Seniorská reprezentace | 9 | 4 | 8 | 12 | 2 |